# Stiftskirche Nonnberg

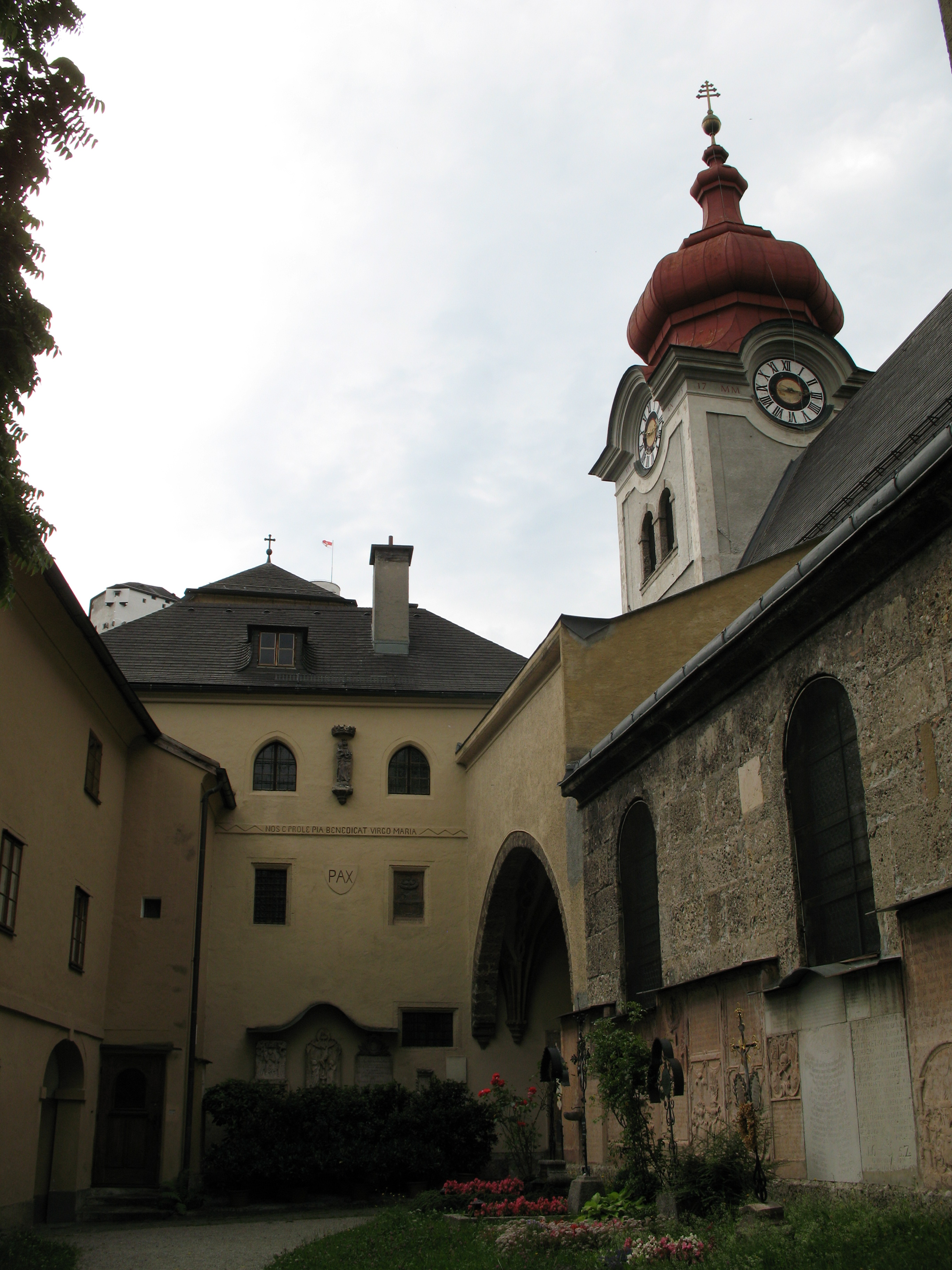
Stiftskirche Nonnberg, Vorhof mit Portal und Klosterfriedhof

Die römisch-katholische Klosterkirche des Stiftes Nonnberg steht weithin sichtbar am Nonnberg und damit am Rand der Salzburger Altstadt.
Die Kirche ist Teil des Denkmalschutzobjekts Gesamtanlage Stift Nonnberg und gehört zum UNESCO-Welterbe Historisches Zentrum der Stadt Salzburg.

## Geschichte
Bei Grabungen im Jahr 1934 wurden östlich der Kirchenapsis Funde aus dem 1. und 2. Jahrhundert n. Chr. gemacht. Die erste Klosterkirche brannte 1006. Der Neubau der Kirche Mariae Himmelfahrt wurde mit maßgeblicher Hilfe Heinrichs II. 1009 vollendet. Die neue Krypta wurde dabei 1043 geweiht. 1423 brannte die Kirche gemeinsam mit dem Kloster erneut nieder. Der folgende Neubau behielt die Form des alten Kirchengrundrisses bei. 1448 wurde zuerst über dem inneren Torbogen des Klosters die kleine St. Johannes-Kapelle fertiggestellt. Mit dem Bau von Krypta und Chor wurde dann 1463 begonnen, diese wurden 1475 geweiht. Das Langhaus wurde unter Leitung von Meister Hans und von Wolfgang Wieser erbaut und 1499 eingeweiht. Das Mittelschiff wurde in den Jahren 1506–1507 neu eingewölbt. Südlich des rechten Seitenschiffes wurden 1624 frühbarocke Kapellen angebaut. 1711 wurde unter Sebastian Stumpfegger der Turm der Kirche erhöht und neu gestaltet.

## Das äußere Bild der Kirche

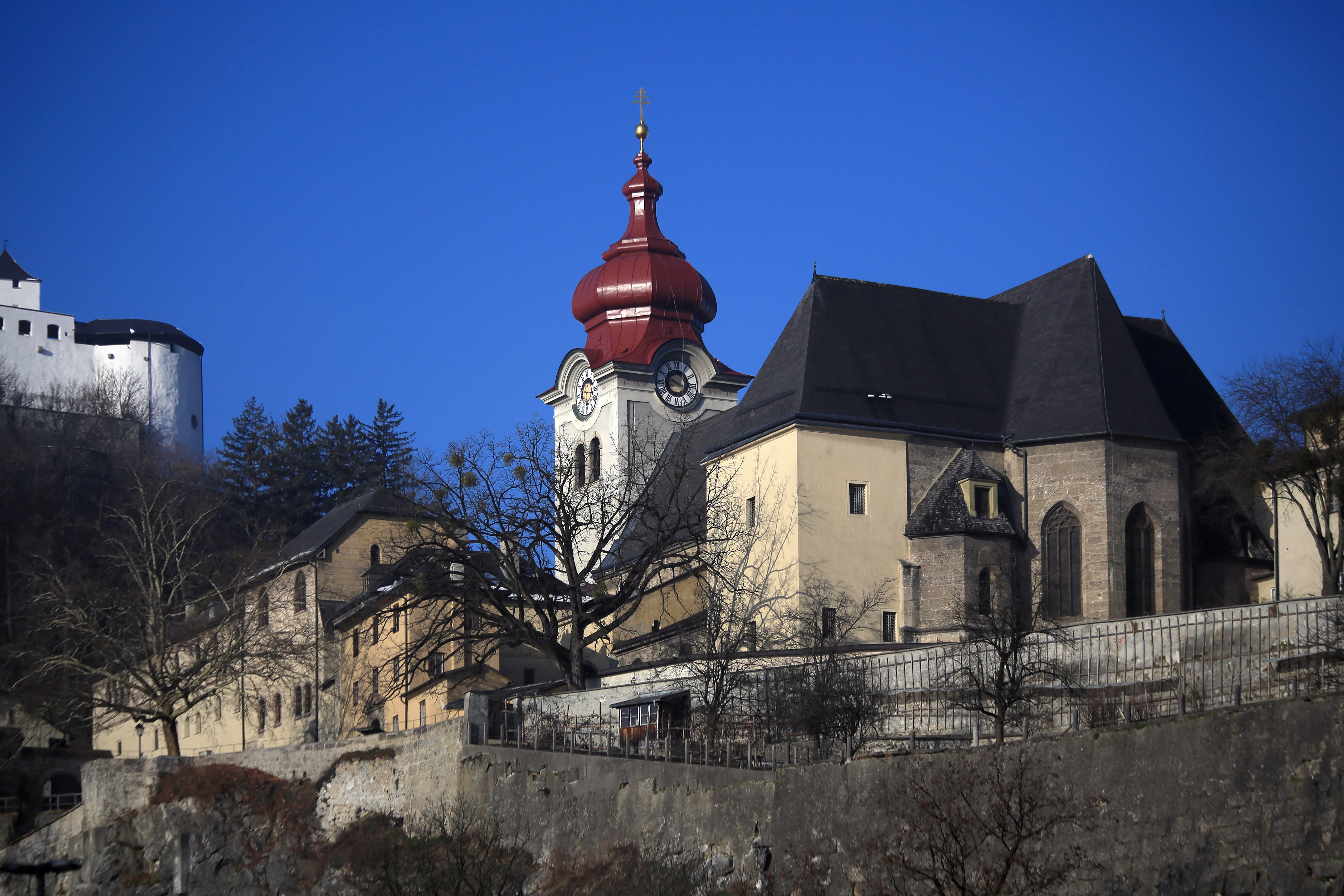
Stiftskirche Nonnberg

Die Klosterkirche Mariae Himmelfahrt ist eine dreischiffige spätgotische Basilika mit einer ebenfalls spätgotischen Krypta und einem romanischen Turm im Westen. Ein hohes Satteldach schließt die Kirche ab. Die Seitenschiffe sind durch ein Pultdach gedeckt, in die im Süden die Seitenkapellen, im Norden ein Klostertrakt mit einbezogen werden. Der Mittelchor und die Seitenchöre sind gleich hoch wie das Mittelschiff der Kirche.
Der Bau steht nur im Süden und Osten frei. Hohe gotische Kirchenfenster finden sich im Chor, drei spitzbogig abgefasste Fenster in der Hauptapsis und zwei in der Nebenapsis. Im Süden sind über den Kapellen und im Norden über dem Klostertrakt spitzbogige Butzenscheibenfenster eingebaut. Der Kirchturm im Westen hinter dem Nonnenchor schließt an den Kreuzgang des Klosters an und wird von diesem ebenerdig eingebunden. Ein kleiner Klosterfriedhof umgibt die Kirche im Süden und Osten.

## Außenarchitektur

### Kirchturm
Der romanische Turm stammt aus der ersten Hälfte des 12. Jahrhunderts. Der Turm wurde 1711 durch Sebastian Stumpfegger erhöht und mit einem Zwiebelaufsatz versehen. Durch Putzfaschen wird der Turm dabei in zwei Stockwerke gegliedert. Die dortigen rundbogigen Doppelfenster wurden erst im späten 19. Jahrhundert angebracht.

### Südportal
Der südliche Eingangsvorbau wurde in den Jahren 1497–1499 ausgeführt und ist mit spätgotischen zopfartig verschlungenen Netzrippen gewölbt. Das spätgotische Spitzbogenportal besitzt dabei typische Kehl- und Säulenteile. Auf vier achteckigen Pfeilern stehen Statuen (bzw. heute Kopien derselben): Kaiser Heinrich II., Maria mit dem Jesuskind und die Heiligen Rupert und Erentrudis. Im Tympanon wurden zwei Teile des romanischen Vorgängerportals (um 1200 gefertigt) eingefügt, ein Rankenreliefband und in einem Rundbogenrelief die thronende Maria mit Kind, die auf der einen Seite mit den Heiligen Johannes und Erentrudis, auf der anderen mit Engeln sowie der Stifterin (dargestellt als betende Nonne) umgeben ist.
Auf kleinen Konsolen finden sich im gotischen Portalrahmen Skulpturen des Verkündigungsengels und der heiligen Maria.

## Innengestaltung

### Laienkirche
Der dreischiffige Kirchenteil wird von vier mächtigen freistehenden Pfeilerbündeln getragen, die seitlich durch hohe Spitzbögen miteinander verbunden sind. Darüber führt ein mit einer spätgotischen Maßwerkbrüstung abgeschlossener Laufgang und dahinter im Hochschiff spitzbogige Lichtgadenfenster mit Butzenglasscheiben. Das Dach wird von einem spätgotischen Gewölbe mit Netzrippen getragen. An der Westwand der Laienkirche befindet sich im nördlichen Seitenschiff ein spätgotisches Portal mit gekehlten Seitenteilen und einem geraden Sturz. Die vier Holzreliefs der dortigen Türe aus dem Jahr 1883 zeigen den heiligen Rupert, die heilige Erentrudis mit Regintrudis, Erentrudis den Klosterschleier ergreifend und Nonnen im Kreuzgang.

### Fresken im Paradies
Als Rest des romanischen Paradieses im – mit maßgeblicher Hilfe König Heinrichs erbauten – Vorgängerbau haben sich aus der Mitte des 12. Jahrhunderts unter der Ostwand des Nonnenchores zwölf Nischen mit Heiligenbildern erhalten, von denen sieben ganz, die restlichen teilweise freigelegt sind. Die dortigen Brustbilder zeigen heilige Päpste, Bischöfe und Äbte sowie Märtyrer. Sie stellen in der zweiten Nische den heiligen Augustinus, in der vierten den heiligen Benedikt dar. Diese Bilder zählen zu den künstlerisch hochwertigsten romanischen Fresken Österreichs.

### Nonnenchor
Der Nonnenchor über dem Paradies ist zur Laienkirche hin mit vier spitzbogigen und reich mit Kielbögen, Fialen und Maßwerk versehenen niedrigen butzenscheibenverglasten Fenstern abgeschlossen. Die einst mittigen Figuren auf den dortigen Konsolen der Laienkirche sind heute im Kloster in Verwahrung. Hinter dem Konsolen-Mittelteil befindet sich – von der Laienkirche aus nicht sichtbar – im Nonnenchor ein eigener kleiner Altar. Die heutige bis zum Gewölbescheitel reichende Verglasung stammt aus dem Jahr 1955. Die dortigen Fresken im Netzrippengewölbe, die Matthäus Ostendorfer im Jahr 1625 schuf, sind hinter der Verglasung schemenhaft erkennbar.

### Glasfenster der Apsis
Das mittige Glasfenster der Hauptapsis, hinter dem Hauptaltar großteils abgedeckt verborgen, ist das einzige erhaltene gotische Glasfenster der Kirche. Es wurde 1473 vom späteren Salzburger Bürgermeister Augustin Clanner gestiftet und vom Straßburger Glasmaler Peter Hemmel von Andlau gefertigt. Abgebildet sind hier von unten nach oben gereiht: Die Heiligen Petrus und Jakobus der Ältere mit dem Stifter Augustin Clanner, die Verkündigung und Heimsuchung Marias, die Geburt Christi, die Beschneidung Christi, die Anbetung der drei Könige und die Krönung Marias. Im oberen Maßwerk sind Engel zu sehen.
Das linke neugotische Apsisglasfenster aus dem Jahr 1890 zeigt den Stifter Riccabona zu Reichenfels, vier heilige Bischöfe, Christus unter den Schriftgelehrten, den lehrende Christus, Christus und die Ehebrecherin, die Taufe Christi sowie Christi Himmelfahrt und Auferstehung.
Das rechte neugotische Glasfenster, ebenfalls aus dem Jahr 1890 stammend, zeigt den Stifter Reichlin von Neidegg, die heilige Anna sowie Regintrudis mit der knienden Stifterin, es folgen Rupert und Erentrudis, die Flucht nach Ägypten, die Kreuztragung Christi, die drei Marien am Grab Jesu, der Tempelgang, Mariae Himmelfahrt und die Vermählung der heiligen Maria.
Das Chorfenster im Norden zeigt den heiligen König Heinrich, jenes im Süden die heilige Kunigunde sowie die Äbtissin Maria Anna Scherer, die Stifterin der Fenster.

### Altäre

#### Hochaltar
Im Jahr 1853 wurde der Hauptaltar von Nonnberg, der von Hans Waldburger 1628 geschaffen worden war, gegen den gotischen Flügelaltar der Wallfahrtskirche St. Ulrich in Scheffau am Tennengebirge getauscht.
Dieser spätgotische Flügelaltar mit seinen geschnitzten Figuren befindet sich seither im Stift Nonnberg. Er wurde um 1515 vom Hallstätter Meister geschaffen. Im Mittelfeld des Altars steht seit der Übersiedlung 1460 die heilige Maria mit Kind anstelle des früheren heiligen Ulrich. Seitlich befinden sich die heiligen Gründungsväter Salzburgs Rupert und Virgil, in den kleinen Nischen der Trennstreben stehen die Heiligen Laurentius und Stephanus sowie zwei weitere Heilige.
In den Schnitzreliefs des linken geöffneten Seitenflügels ist Christus am Ölberg und dessen Geißelung dargestellt, im rechten Flügel die Gefangennahme und die Dornenkrönung Christi.
Die „Werktagsseite“ des Altars (also die Flügelaltarfelder in geschlossenem Zustand) zeigt nach Albrecht Dürers Passion die Anbetung der Hirten, die Beschneidung Christi, die Darbringung im Tempel und die Flucht nach Ägypten.
Im oberen Gesprenge des Altares ist die Kreuzigungsgruppe samt zweier Häscher zu sehen.
Die Rückseite des Altares zeigt das Jüngste Gericht. (Der Bereich ist nicht allgemein zugänglich.) Hinter dem Hochaltar ist eine kleine römische Aschenkiste samt Grabinschrift zu sehen.
Die Predella (der mittige Altarteil unter dem Flügelaltar) zeigt auf den Türflügeln nach Dürers Marienleben Malereien mit der Verkündigung an Joachim und die Begegnung an der Goldenen Pforte. Die Rückseite der Predella zeigt den unter dem Kreuz fallenden Christus.

#### Die beiden Seitenaltäre
Die Seitenaltäre stammen in ihrem Aufbau aus dem Ende des 19. Jahrhunderts, die mittige Pietà des linken Seitenaltars entstand um 1415–20. Die Reliefs und Malereien des rechten Seitenaltars stammen aus der Werkstatt des Hallstädter Meisters und wurden 1522 geschaffen. Das Hochrelief zeigt dabei die mystische Vermählung der heiligen Katharina, die Malarbeiten des linken Flügels außen Christus am Ölberg und innen die Geißelung Christi. Die Bilder des rechten Flügels zeigen innen die Verspottung und außen die Kreuzigung Christi. Mittig steht, geschaffen am Anfang des 15. Jahrhunderts, vor der Predella die Büste der heiligen Ursula von Köln und außen die sitzenden Figuren der Bischöfe Ulrich von Augsburg und Valentin von Terni.

### Die drei Seitenkapellen
Der Altar der östlichen Seitenkapelle wurde 1734 von Johann Baptist Tschiderer geschaffen. Anstelle dieser Kapelle befand sich zuvor die Begräbnisstätte der Nonnen. Die Mensa stammt dabei von Johann Högler, das hölzerne Kruzifix von Paul Mödlhammer. Das Bild der sieben Zufluchten gestaltete 1741 Peter Paul Perwanger.
Der Marmoraltar der mittleren Kapelle von 1746 zeigt im Altarblatt den heiligen Josef, im Oberbild Maria von Wessobrunn und als seitliche Figuren auf Konsolen aufgestellt, die Heiligen Theresia und Gertraud. Das Bild der Beweinung Christi wird Arsenio Mascagni zugeschrieben.
Die westliche Kapelle besitzt einen Steinaltar, den 1746 Josef Doppler geschaffen hat. Die Bildhauerarbeiten stammen dabei von Lorenz Härmbler. Das Altarblatt von Petrus Antonius Lorenzoni schildert den Tod des heiligen Benedikt. Das dortige Abschlussgitter schuf Hans Georg Klein 1625. Anstelle dieser Kapelle befand sich früher die Begräbnisstätte der Äbtissinnen.

### Krypta
Die Krypta unter dem Chor der Kirche wurde 1471 vollendet. Zwei Abgänge führen von der Laienkirche in diesen sakralen Raum.
Das dortige kleingliedrige spätgotische Netzrippengewölbe ruht auf 18 freistehenden Säulen und 22 wandständigen Halbsäulen.
Hier befinden sich das Felsengrab der heiligen Erentrudis und das Grabmal der seligen Regintrudis.